# 1st Marine Logistics Group
La 1st Marine Logistics Group è un gruppo di supporto dello United States Marine Corps. Il quartier generale è situato presso Camp Pendleton, California.

## Organizzazione
- Headquarters Regiment
- Combat Logistics Regiment 1
  - Headquarters Company
  -  Combat Logistics Battalion 1
  -  Combat Logistics Battalion 5
  -  Combat Logistics Battalion 7
  - 1st Transportation Support Battalion
  - 1st Landing Support Battalion
- Combat Logistics Regiment 15
  - Headquarters Company
  -  Combat Logistics Battalion 11
  -  Combat Logistics Battalion 13
  -  Combat Logistics Battalion 15
- 1st Maintenance Battalion
- 1st Supply Battalion
- 1st Medical Battalion
- 1st Dental Battalion
- 7th Engineer Support Battalion